# Pohoří na Šumavě
Pohoří na Šumavě (Buchers Bucherwald, Buchers bei Kaplitz o Buchers im Böhmerwald in tedesco, Buchoř, Puchéř o Půchoří in ceco) è un ex comune della Repubblica Ceca facente parte del distretto di Český Krumlov, in Boemia Meridionale. È situato sulle montagne di Novohradské hory nel territorio omonimo. Il nome Pohoří na Šumavě venne assegnato al paese nel 1923. 

## Storia
Nel Medioevo Pohoří na Šumavě faceva la parte del territorio di Velešínský statek, un bosco ricco di faggi. Nell'anno 1525 al fosso che lo attraversava venne dato il nome di Pohorzie. Il primo insediamento nei pressi di Pohoří na Šumavě era una vetreria in Šance, creata dal conte Filip Emanuel Buquoy. 

### Nascita del comune
Il comune ufficialmente nacque nel 1758 lungo la strada di Freistadt, anno in cui vennero costruiti i primi edifici. Lo sviluppo dell'insediamento fu abbastanza veloce, dopo 40 anni contava già 68 case e 116 famiglie. Tra il 1793 ed il 1796 venne organizzata la sistematica divisione dei terreni. Gli abitanti chiamavano il loro paese “la città” anche se non aveva lo status e ogni settimana si organizzava il mercato. Dal 1802 Pohoří na Šumavě divenne una parrocchia autonoma. Dopo il 1848 il paese raggiunse la dimensione di 2.636 ettari, un territorio all'interno del quale erano comprese le località di: Berau (Stadlberg), Šance (Schanz), Kaplucken, Janovy Hutě (Johanesthal), Skleněné Hutě (Bonaventura), Stříbrné Hutě (Silberberg), Jiřice (Georgendorf) e Pavlína (Paulina). Secondo il censimento del 1890 nel comune erano presenti 186 case e 1.323 abitanti, di cui 1.088 tedeschi e 246 cechi. Gli abitanti vivevano di agricoltura e lavori domestici. 

### Attività culturali e i mestieri
L'attività più importante dal punto di vista culturale era la pittura delle immagini sacre sotto il vetro, che venivano esportate in tutta Europa. Questo modo di dipingere si è esteso nei territori circostanti, in entrambe le parti dei confini austriaco e boemo. Nel corso degli anni Pohoří na Šumavě diventava sempre più importante, nascevano nuovi mestieri ed attività commerciali, tra cui, dal 1791, la birreria, dal 1789 al 1860 l'enoteca, dal 1835 il mulino, dal 1848 la posta. Dal 1888 venne istituito il corpo dei vigili del fuoco ed il corpo locale della Deutscher Böhmerwaldbund (Dipartimento forestale tedesco-boemo). Nel 1923 nel paese vi erano: il panificio, la pasticceria, due commercianti di bovini, un trasporto persone, due negozi di merceria, l'orologiaio, due alimentari, otto locande, il negozio di giocattoli, il carraio, il fabbro, il sarto, la taverna di liquori, il mugnaio, il calzolaio, l'assistenza al parto, due macellai, due tabaccherie, due falegnami, il muratore, la comunità di credito per i dintorni.

### Il dopoguerra
Dopo la seconda guerra mondiale, la maggior parte della popolazione, formata da tedeschi, venne deportata e sostituita con famiglie provenienti dalla Romania e dall'Ungheria. Queste famiglie si erano specializzate nel taglio della legna, nella manutenzione dei boschi, nell'allevamento delle pecore e nella produzione dei formaggi. Nel corso degli anni sessanta nel borgo vi erano 35 abitanti e la strada carrozzabile portava le famiglie a Trhové Sviny. Dopo il 1955 vi erano 23 case e 72 abitanti. Nel 1978 nell'insediamento non vi era nessun abitante con residenza fissa e la maggior parte delle case fu distrutta dall'esercito. A poca distanza dalla chiesa si trova il cimitero, in parte conservato, in parte successivamente restaurato. Nei pressi della strada principale e della chiesa si trova il monumento alle vittime della prima guerra mondiale con la scritta “Nie wieder Krieg!“("mai più la guerra"). 

### Dinamiche amministrative
Tra il 1848 ed il 1938 Pohoří na Šumavě era amministrativamente situata nella regione di Nové hrady, oggi confinante con il distretto di Kaplice. Tra il 1938 ed il 1945 venne a trovarsi nel comune di Kaplice, della regione imperiale di Horní Dunaj. Tra il 1949 ed il 1960 fece sempre parte della regione amministrativa di Kaplice, e dal 1960 del comune di Český Krumlov. Dal 1961 perse la propria autonomia amministrativa, e, fino al 1980, fece parte del comune di Pohorská Ves. Dal 1º gennaio 1981 al 30 giugno 1990 fece parte di Benešov nad Černou. Dal 1º luglio 1990 è nuovamente parte del comune di Pohorská Ves.

## La restaurazione del comune
Nell'estate 2006 venne costruito un nuovo edificio. Nel 2009 il comune contava tre nuovi edifici e due case più vecchie. Degli edifici originali sono rimasti una parte della chiesa e il cimitero. Il collegamento più vicino con l'autobus è a Leopoldov o a Bělá u Malont o a Pohorská Ves. Dall'entrata della Repubblica Ceca nell'area di Schengen venne tolta la sbarra al valico di frontiera di Pohoří na Šumavě – Stadlberg. Ora su questa strada possono transitare mezzi fino a 10 tonnellate. Venne poi ricostruita la chiesa, aggiunto un muro protettivo, e rinnovati gli intonaci esterni. La ricostruzione della chiesa fu finanziata dall'associazione austriaca Bucherser-Heimat-Verein e da donatori volontari. Anche la strada che giunge da Leopoldov venne ricostruita, mentre le strade nel paese, asfaltate. Nel 2012 fu costruita la nuova casa parrocchiale, simile alla precedente. Nel cimitero si sta procedendo ad un graduale restauro delle scritte delle pietre tombali.